# Taizéi közösség
A taizéi közösség nemzetközi ökumenikus szerzetesközösség, amelyet a svájci születésű Roger Schütz (Roger testvér) a burgundiai Taizében (Franciaország) 1940-ben alapított. A közösség vezetője 2005 augusztusától: a stuttgarti születésű Alois testvér.

## A szerzetesközösség

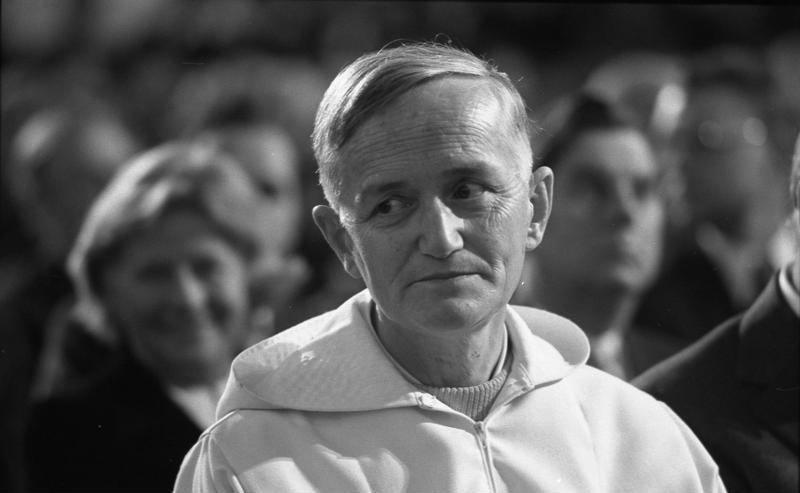
Roger testvér a közösség alapítója 1974-ben

Roger Schütz 1940-ben vásárolt házat Taizében azzal a céllal, hogy segítse a megszállt Franciaország üldözötteit és menekülteit.  Hamarosan több személynek nyújtott menedéket, köztük zsidóknak, kisebb keresztény csoportok tagjainak, vagy egyéb okból üldözötteknek. Mivel tevékenységére 1942-ben a Gestapo fényt derített, elhagyták Franciaországot és a háború végéig Svájcban húzták meg magukat.
Roger testvér 1944-ben térhetett vissza Taizébe, ekkor már három másik férfi is vele tartott. 1945-től árván marad gyerekeket fogadtak be, illetve kapcsolatba kerültek a környéken fogva tartott német hadifoglyokkal is.
1949-ben hét testvér tett fogadalmat, ezzel hivatalosan is létrejött a szerzetesközösség. Roger testvér 1952 végén írta le a közösségi együttélést szabályozó regulát. Az évek során egyre több férfi csatlakozott hozzájuk, és mára a szerzetesek száma meghaladja a százat. A szerzetesek körülbelül harminc országból és különböző felekezeti csoportokból származnak (pl. református, evangélikus, anglikán, katolikus stb).
A közösség eszmerendszerének középpontjában a kiengesztelődés áll.
A szerzetesközösség ökumenikusan szerveződik, így egyetlen keresztény egyház fennhatósága alatt sem áll, de igen jó kapcsolatokat ápol mind a keresztény, mind a nem keresztény vallásokkal. A közösség fennállása során gyakorlatilag az összes nagy keresztény egyház feje megfordult Taizében, így 1986-ban II. János Pál, több alkalommal a canterbury érsek, számtalan más protestáns egyházi vezető és több ortodox metropolita. Szintén vendégül látták már az európai államok politikai vezetőinek jelentős részét.
Az eredeti elképzeléseknek megfelelően a szerzetesközösség nem kíván külön vallási irányzattá válni, hanem arra buzdítja a vele kapcsolatba kerülő fiatalokat és idősebbeket, hogy a Taizé-i közösségi élmény segítségével, de saját nemzeti-vallási vagy egyéb közösségüknek igyekezzenek teljesebb értékű tagjává válni. A szerzetesközösség alapszabálya szerint semmilyen adományt nem fogad el, a szerzetesek maguk biztosítják megélhetésüket.

## Szertartások

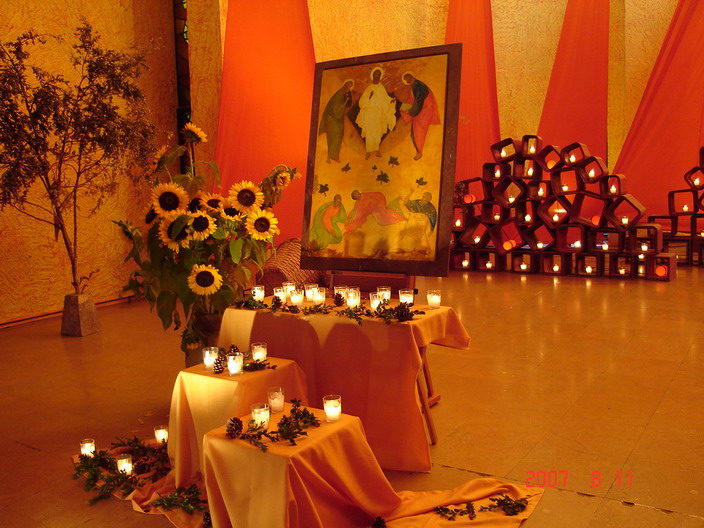
Taizéi templom belülről

A közösségre jellemző az egyszerű és modern szertartásrend, amelyben igen fontos szerepet kapnak az egyedi hangzásvilágú, de könnyen megtanulható és énekelhető meditatív énekek. Külsőségeiben a közösség imatermeire e leegyszerűsített formák jellemzők. A közösség törekszik a spontán, minél közvetlenebb és minél kevesebb rituáléra épülő szertartásrend fenntartására. A szertartásokban szintén kifejeződik a közösség nemzetközi és ökumenikus jellege. Bár a közösség nyugati eredetű, a taizéi dalok stílusa erős keleti keresztény hatást mutat, és az ikonok használata is az ortodoxiára utal. A dalok és imák a legkülönbözőbb nyelveken hangzanak el a közösség előtt, kiadványaikat, internetes publikációikat gyakorlatilag az összes európai, és az összes nagyobb világnyelvre lefordítják.

## Taizé mint ifjúsági találkozási pont

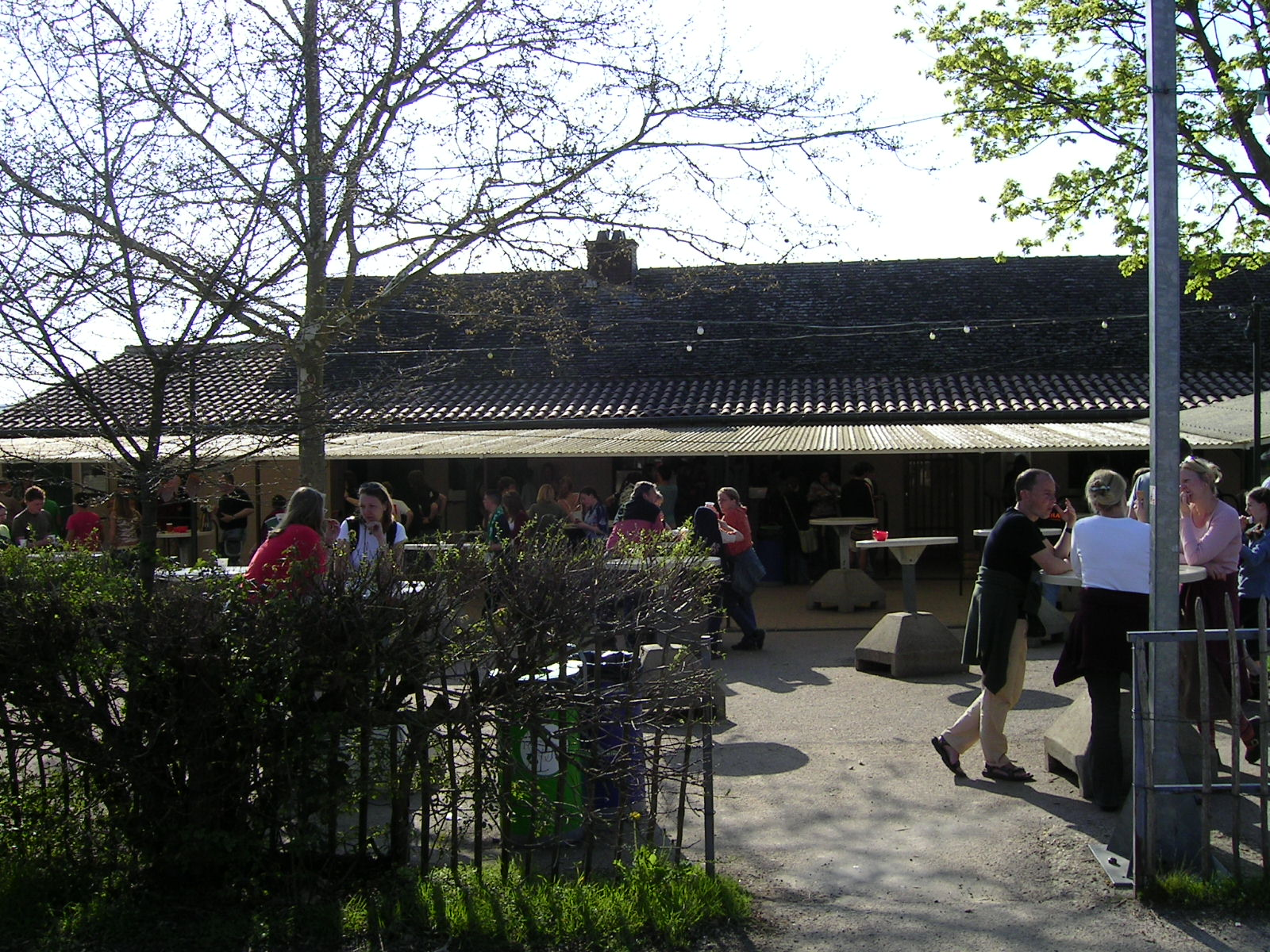
A közösség rendezvényekre kijelölt területe, az Oyak az esti kavalkád előtt. - A közös ima és együttgondolkodás mellett rendszerint nemzetközi mulatásra is sor kerül

Taizé egész évben nyitva áll az oda látogató fiatalok előtt, akik felekezeti hovatartozástól függetlenül vehetnek részt a közösség életében. A szerzetesek célja a Taizébe érkezők mind erőteljesebb közösségi integrációja, ezért a fiatalok bekapcsolódhatnak a tábor fenntartásába, közös imákon, illetve előadásokon, workshopokon vesznek részt, és természetesen bekapcsolódhatnak a táborban kialakított közösségi téren zajló mulatozásban is. Ugyanakkor a Taizébe érkező vendégeknek szintén lehetőségük van idejüket természeti közegben csendes elvonultságban tölteni.
A közösségi területen található épületek könnyen alakíthatóak, bővíthetőek vagy elbonthatóak, hogy ki tudják elégíteni a nyaranta megnövekedő igényeket.

## Nemzetközi találkozók - „A bizalom zarándokútja a Földön”
A közösség minden év végén ökumenikus ifjúsági találkozókat (közismert nevén „taizéi találkozókat”) szervez európai nagyvárosokban, amelyek rendszerint fiatalok tízezreit vonzzák. A találkozók célja egy előre meghatározott tematika szerinti közös gondolkodás, közös ima, ezáltal a nemzetek közötti párbeszéd és bizalom erősítése – és természetesen az, hogy közös mulatsággal búcsúztassák az óévet, köszöntsék az újat. A találkozó helyszíne utoljára 2001 végén volt Budapest, hetvenezer résztvevővel. Tíz évvel korábban szintén a magyar fővárosban tartották a rendezvényt.
A találkozók helyszíneinek felsorolása:
- 1978 -  Franciaország, Párizs
- 1979 -  Spanyolország, Barcelona
- 1980 -  Olaszország, Róma
- 1981 -  Egyesült Királyság, London
- 1982 -  Olaszország, Róma
- 1983 -  Franciaország, Párizs
- 1984 -  Németország, Köln
- 1985 -  Spanyolország, Barcelona
- 1986 -  Egyesült Királyság, London
- 1987 -  Olaszország, Róma
- 1988 -  Franciaország, Párizs
- 1989 -  Lengyelország, Wrocław

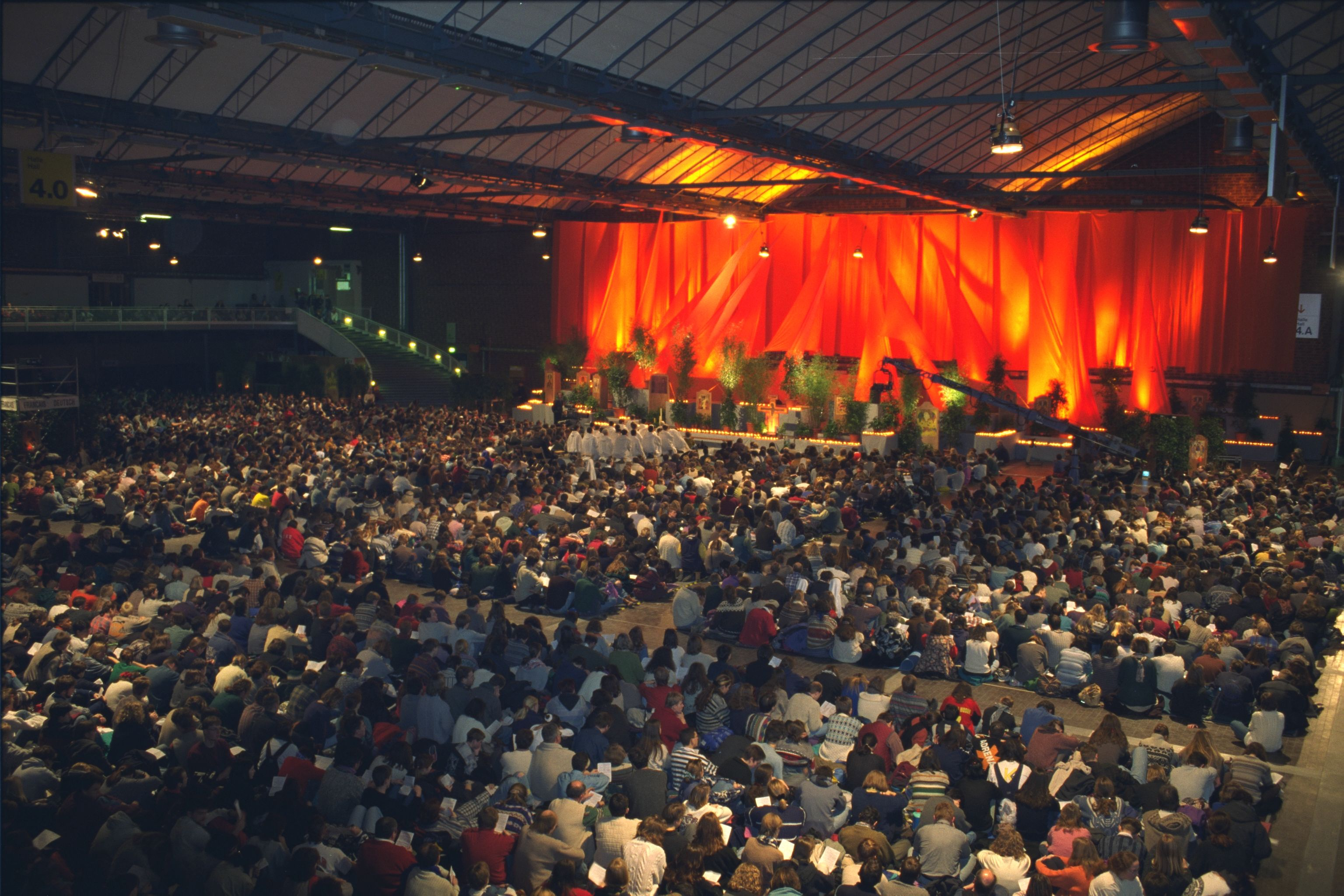
Közös ima az egyik taizéi találkozón

  - 1989 - Regionális Taizéi Találkozó, Pécs (15 000 fiatal)
- 1990 -  Csehszlovákia, Prága
- 1991 -  Magyarország, Budapest (70 000 fiatal)
- 1992 -  Ausztria, Bécs
- 1993 -  Németország, München
- 1994 -  Franciaország, Párizs
- 1995 -  Lengyelország, Wrocław
- 1996 -  Németország, Stuttgart
- 1997 -  Ausztria, Bécs
- 1998 -  Olaszország, Milánó (100 000 fiatal)
- 1999 -  Lengyelország, Varsó
- 2000 -  Spanyolország, Barcelona (70 000 fiatal)
- 2001 -  Magyarország, Budapest (70 000 fiatal)
- 2002 -  Franciaország, Párizs (80 000 fiatal)
- 2003 -  Németország, Hamburg (70 000 fiatal)
- 2004 -  Portugália, Lisszabon (40 000 fiatal)
- 2005 -  Olaszország, Milánó (50 000 fiatal)
- 2006 -  Horvátország, Zágráb (40 000 fiatal)
- 2007 -  Svájc, Genf (40 000 fiatal)
- 2008 -  Belgium, Brüsszel (40 000 fiatal, 350 fő Magyarországról, összesen kb. 900 magyar)
  - 2009. október 23-25. Regionális Taizéi Találkozó, Pécs (3000 fiatal)
- 2009 -  Lengyelország, Poznań (30 000 fiatal, 300 fő Magyarországról)
- 2010 -  Hollandia, Rotterdam
- 2011 -  Németország , Berlin
- 2012 -  Olaszország , Róma
- 2013 -  Franciaország, Strasbourg
- 2014 -  Csehország, Prága
- 2015 -  Spanyolország, Valencia
- 2016 -  Lettország, Riga
- 2017 -  Svájc, Basel
- 2018 -  Spanyolország, Madrid
- 2019 -  Lengyelország, Wrocław